# 小行星1612
小行星1612（1612 Hirose）是一颗围绕太阳公转的小行星。1950年1月23日，卡爾·威廉·萊茵姆特在海德堡发现了此天体。
該小行星以日本天文學家廣瀨秀雄命名。
这颗小行星的绝对星等为245.32271等。